# Nedre Ulleruds socken
Nedre Ulleruds socken i Värmland ingick i Kils härad, ingår sedan 1971 i Forshaga kommun och motsvarar från 2016 Nedre Ulleruds distrikt.
Socknens areal är 131,46 kvadratkilometer varav 113,49 land. År 2000 fanns här 3 978 invånare. Dömle herrgård, tätorten Deje, orten Mölnbacka samt sockenkyrkan Nedre Ulleruds kyrka ligger i socknen.   

## Administrativ historik
Socknen har medeltida ursprung. 1595 utbröts en del till den då nybildade Nyeds socken. 
Vid kommunreformen 1862 övergick socknens ansvar för de kyrkliga frågorna till Nedre Ulleruds församling och för de borgerliga frågorna bildades Nedre Ulleruds landskommun. Landskommunen inkorporerades 1952 i Ulleruds landskommun som 1971 uppgick i Forshaga kommun. Församlingen uppgick 2006 i Ulleruds församling som 2013 uppgick i Forshaga-Munkfors församling.
1 januari 2016 inrättades distriktet Nedre Ullerud, med samma omfattning som församlingen hade 1999/2000.
Socknen har tillhört län, fögderier, tingslag och domsagor enligt vad som beskrivs i artikeln Kils härad. De indelta soldaterna tillhörde Närkes regemente, Alsters och Kils kompanier.

## Geografi
Nedre Ulleruds socken ligger norr om Karlstad kring Klarälven och sjön Lusten. Socknen har odlingsbygd vid sjön och älven och är i övrigt en starkt kuperad sjörik skogsbygd med höjder som i Kopparkullen når 161 meter över havet.
Sjöar i socken är Lusten, Blysjön, Smårissjön, Syrsjön samt delarna av Visten och Västra Örten. Omkring en kilometer uppströms från Nedre Ulleruds kyrka ligger också Dejefors kraftverk, där det tidigare har funnits ett vattenfall.
Bland större gods märks Hedås bruk och Dömle bruk. Här finns även säteriet Katrineberg, som enligt sägner skall ha bebotts av den mytiske gestalten Ulle Bonde. 
Järnvägarna Bergslagsbanan och Nordmark-Klarälvens järnväg bildar här i socknen en knutpunkt, där stationsorten Deje växte fram efter järnvägens ankomst 1876.

## Fornlämningar
Från bronsåldern finns spridda gravrösen och stensättningar. Från järnåldern finns gravhögar, ett gravfält och en fornborg.

## Namnet
Namnet skrevs 1315 Vtreullärö, 1440 Nidhra Wllarö. Förleden innehåller antingen gudanamnet Ull eller ett äldre namn på Klarälven, Ul, 'bubbla, sjuda' syftande på forsar eller stort fiskbestånd. Efterleden ö syftar på att kyrkplatsen varit kringfluten av vatten.

## Befolkningsutveckling
| Befolkningsutvecklingen i Nedre Ulleruds socken 1750–1990                                                | Befolkningsutvecklingen i Nedre Ulleruds socken 1750–1990 | Befolkningsutvecklingen i Nedre Ulleruds socken 1750–1990 | Befolkningsutvecklingen i Nedre Ulleruds socken 1750–1990 | Befolkningsutvecklingen i Nedre Ulleruds socken 1750–1990 |
| --- | --------------------------------------------------------- | --------------------------------------------------------- | --------------------------------------------------------- | --------------------------------------------------------- |
| |                                                           |                                                           |                                                           |                                                           |
| År |                                                           |                                                           | Folkmängd                                                 |                                                           |
| 1750 | 1750                                                      |                                                           | 1 275                                                     |                                                           |
| 1760 | 1760                                                      |                                                           | 1 405                                                     |                                                           |
| 1769 | 1769                                                      |                                                           | 1 519                                                     |                                                           |
| 1780 | 1780                                                      |                                                           | 1 420                                                     |                                                           |
| 1790 | 1790                                                      |                                                           | 1 487                                                     |                                                           |
| 1800 | 1800                                                      |                                                           | 1 599                                                     |                                                           |
| 1810 | 1810                                                      |                                                           | 1 625                                                     |                                                           |
| 1820 | 1820                                                      |                                                           | 1 862                                                     |                                                           |
| 1830 | 1830                                                      |                                                           | 2 055                                                     |                                                           |
| 1840 | 1840                                                      |                                                           | 2 343                                                     |                                                           |
| 1850 | 1850                                                      |                                                           | 2 568                                                     |                                                           |
| 1860 | 1860                                                      |                                                           | 2 931                                                     |                                                           |
| 1870 | 1870                                                      |                                                           | 3 392                                                     |                                                           |
| 1880 | 1880                                                      |                                                           | 3 435                                                     |                                                           |
| 1890 | 1890                                                      |                                                           | 3 152                                                     |                                                           |
| 1900 | 1900                                                      |                                                           | 2 992                                                     |                                                           |
| 1910 | 1910                                                      |                                                           | 3 684                                                     |                                                           |
| 1920 | 1920                                                      |                                                           | 4 096                                                     |                                                           |
| 1930 | 1930                                                      |                                                           | 4 482                                                     |                                                           |
| 1940 | 1940                                                      |                                                           | 4 314                                                     |                                                           |
| 1950 | 1950                                                      |                                                           | 4 070                                                     |                                                           |
| 1960 | 1960                                                      |                                                           | 4 058                                                     |                                                           |
| 1970 | 1970                                                      |                                                           | 3 704                                                     |                                                           |
| 1980 | 1980                                                      |                                                           | 4 163                                                     |                                                           |
| 1990 | 1990                                                      |                                                           | 4 118                                                     |                                                           |
| Anm: Källor: Umeå universitet - Tabellverket 1749-1859, Demografiska databasen, CEDAR, Umeå universitet. |                                                           |                                                           |                                                           |                                                           |